# آگوستا (ایندیاناپلیس، ایندیانا)
آگوستا (به انگلیسی: Augusta) یک منطقهٔ مسکونی در ایالات متحده آمریکا است که در Pike Township واقع شده‌است.